# Camarade X
Pour plus de détails, voir Fiche technique et Distribution.

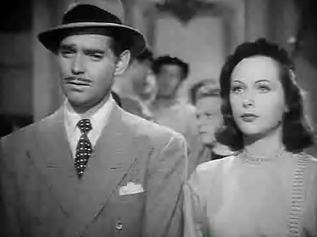
Clark Gable et Hedy Lamarr

Camarade X (Comrade X) est un film américain réalisé par King Vidor, sorti en 1940 et produit par la Metro-Goldwyn-Mayer.

## Synopsis
McKinley B. Thompson, un journaliste du Texas Bugle, se fait passer pour un irresponsable afin de masquer le fait qu'il écrit sous le pseudonyme de "Camarade X" des reportages embarrassants pour la Russie. Thompson apprend que Vanya, le valet qui s'occupe de sa chambre à son hôtel de Moscou, a découvert son secret lorsque le vieil homme lui demande d'aider sa fille à sortir du pays. Il finit par accepter de rencontrer Golubka, qui conduit un tramway sous le nom de Theodore car seuls les hommes ont le droit de conduire des tramways. Thompson cherche à la convaincre d'aller aux États-Unis avec lui, mais elle refuse avec obstination tant qu'elle n'en saura pas plus sur lui.
Finalement Thompson arrivera à quitter le pays avec Vanya et Theodore en passant la frontière avec la Roumanie.

## Fiche technique
- Titre français : Camarade X
- Titre original : Comrade X
- Réalisation : King Vidor
- Scénario : Ben Hecht, Charles Lederer et Herman J. Mankiewicz (non crédité), d'après une histoire de Walter Reisch
- Direction artistique : Cedric Gibbons
- Décors : Edwin B. Willis
- Costumes : Adrian et Gile Steele
- Photographie : Joseph Ruttenberg
- Son : Douglas Shearer
- Montage : Harold F. Kress
- Effets spéciaux : A. Arnold Gillespie
- Musique : Bronislau Kaper et Daniele Amfitheatrof (non crédité)
- Producteur : Gottfried Reinhardt et King Vidor
- Société de production et de distribution : Metro-Goldwyn-Mayer
- Pays d'origine :  États-Unis
- Langue originale : anglais
- Format : Noir et blanc - 35 mm - 1,37:1 - Son : Mono (Western Electric Sound System)
- Genre : Comédie romantique
- Durée : 91 minutes
- Date de sortie : 
  - États-Unis : 13 décembre 1940

## Distribution
- Clark Gable : McKinley B. Thompson
- Hedy Lamarr : Golubka "Theodore" Yahupitz
- Oskar Homolka : Commissaire Vasiliev
- Felix Bressart : Igor Yahupitz, alias "Vanya"
- Eve Arden : Jane Wilson
- Sig Ruman : Emil Von Hofer
- Natasha Lytess : Olga Milanava
- Vladimir Sokoloff : Michael Bastakoff
- Edgar Barrier : Rubick
- Georges Renavent : Laszlo
- Mikhail Rasumny : Officier russe
- Leon Belasco : Camarade Baronoff, directeur de l'hôtel
- William Bailey : Journaliste